# 陸別中継局

陸別中継局（りくべつちゅうけいきょく）は、北海道足寄郡陸別町にあるテレビとFMラジオ放送の中継局である。

## 中継局概要

### デジタルテレビ放送
| リモコン 番号 | 放送局名             | チャンネル 番号 | 空中線 電力 | ERP | 偏波面   | 放送対象地域 | 放送区域 内世帯数 | 運用開始日      |
| ------------- | -------------------- | --------------- | ----------- | --- | -------- | ------------ | ----------------- | --------------- |
| 1             | HBC 北海道放送       | 19              | 3W          | 31W | 水平偏波 | 北海道       | 約1,200世帯       | 2009年 11月25日 |
| 2             | NHK 帯広教育         | 13              | 3W          | 35W | 水平偏波 | 全国         | 約1,200世帯       | 2009年 11月25日 |
| 3             | NHK 帯広総合         | 15              | 3W          | 35W | 水平偏波 | 十勝圏       | 約1,200世帯       | 2009年 11月25日 |
| 5             | STV 札幌テレビ放送   | 21              | 3W          | 31W | 水平偏波 | 北海道       | 約1,200世帯       | 2009年 11月25日 |
| 6             | HTB 北海道テレビ放送 | 23              | 3W          | 30W | 水平偏波 | 北海道       | 約1,200世帯       | 2009年 11月25日 |
| 7             | TVh テレビ北海道     | 17              | 3W          | 34W | 水平偏波 | 北海道       | 約1,060世帯       | 2013年 12月24日 |
| 8             | UHB 北海道文化放送   | 25              | 3W          | 30W | 水平偏波 | 北海道       | 約1,200世帯       | 2009年 11月25日 |

- 所在地： 足寄郡陸別町恩根内[3]
- 放送区域： 陸別町、足寄町の各一部[4][3][2][5]

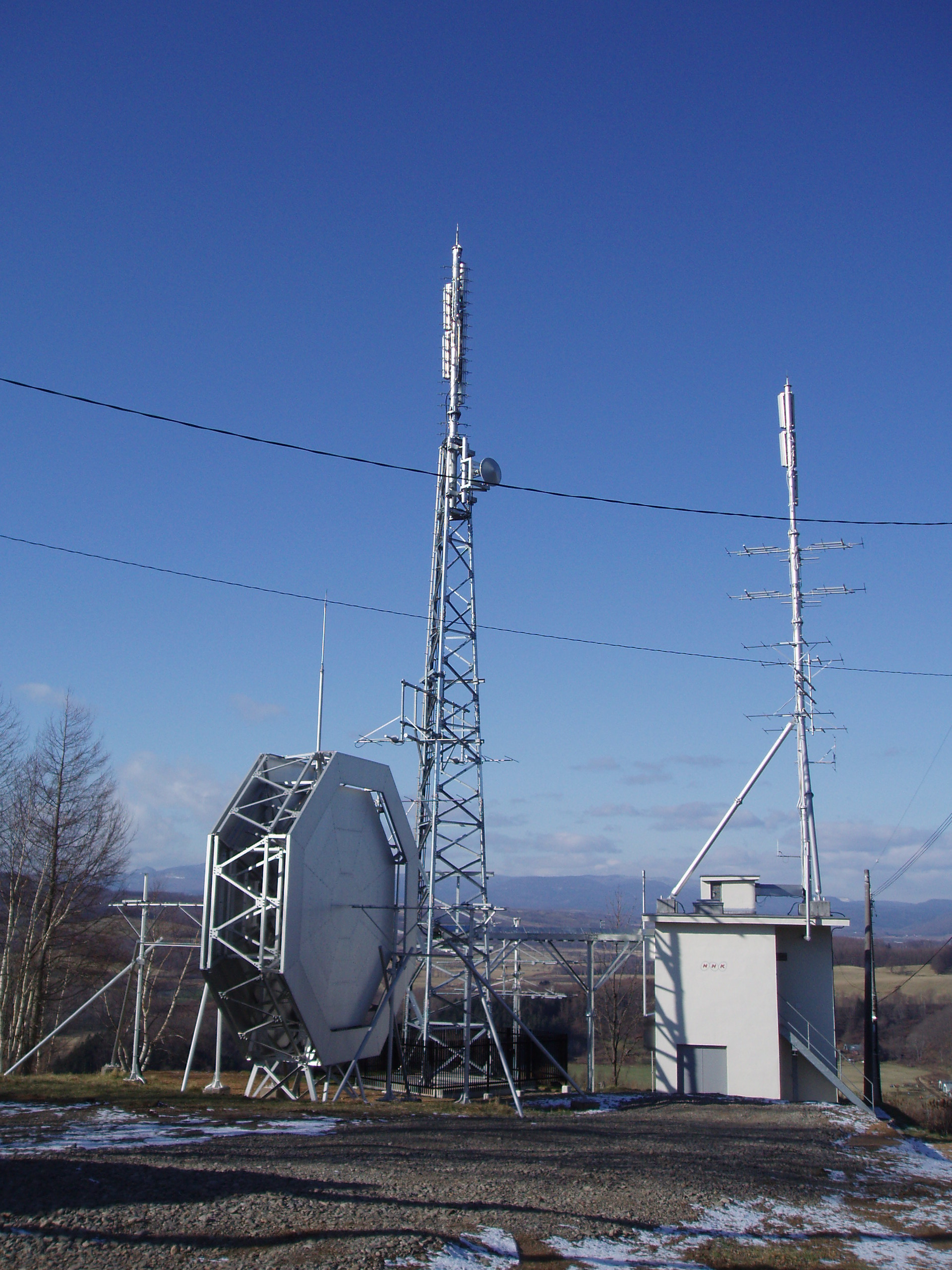
陸別中継局
（NHK）

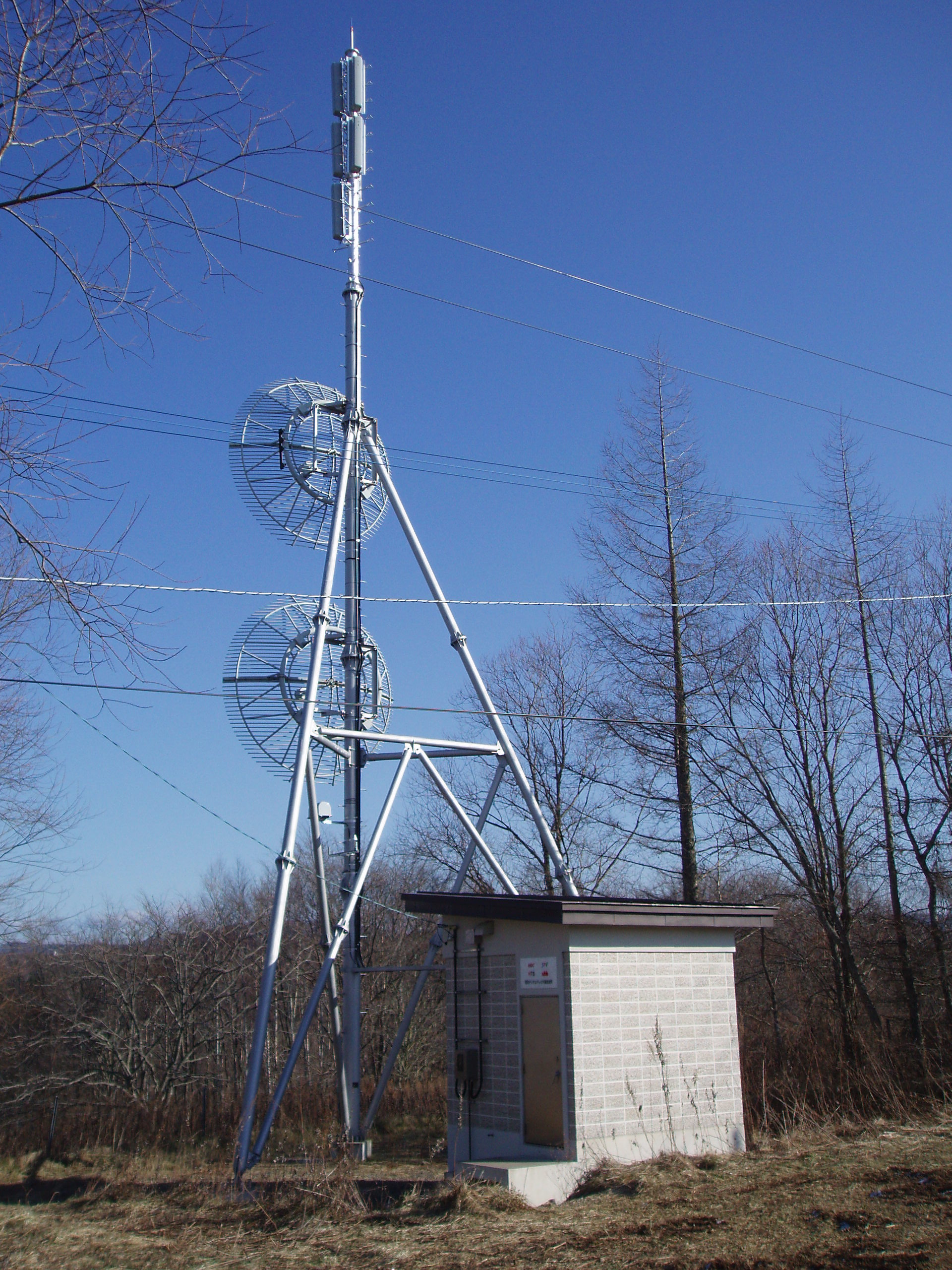
陸別中継局
（民放）

- NHK及びTVhを除く民放局については、2009年10月19日に予備免許が交付され[1]、10月22日に試験電波を発射[1]。11月25日に本免許が交付され[4][1]、同日、本放送を開始した[1]。民放局については、当初自力建設困難とされていた[6]。また、TVhについては、2013年8月7日に予備免許が交付され[1]、11月6日に試験電波を発射[1]。12月24日に本免許が交付され[2][1]、同日、本放送を開始した[1]。

### アナログテレビ放送
| チャンネル 番号 | 放送局名             | 空中線 電力       | ERP                | 偏波面   | 放送対象地域 | 放送区域 内世帯数 | 運用開始日      |
| --------------- | -------------------- | ----------------- | ------------------ | -------- | ------------ | ----------------- | --------------- |
| 48              | HTB 北海道テレビ放送 | 映像30W/ 音声7.5W | 映像440W/ 音声110W | 水平偏波 | 北海道       | -                 | -               |
| 50              | UHB 北海道文化放送   | 映像30W/ 音声7.5W | 映像440W/ 音声110W | 水平偏波 | 北海道       | -                 | -               |
| 52              | NHK 帯広教育         | 映像30W/ 音声7.5W | 映像400W/ 音声100W | 水平偏波 | 全国         | -                 | 1966年 11月3日  |
| 55              | NHK 帯広総合         | 映像30W/ 音声7.5W | 映像400W/ 音声100W | 水平偏波 | 十勝圏       | -                 | 1966年 11月3日  |
| 60              | STV 札幌テレビ放送   | 映像30W/ 音声7.5W | 映像410W/ 音声105W | 水平偏波 | 北海道       | -                 | 1972年 11月26日 |
| 62              | HBC 北海道放送       | 映像30W/ 音声7.5W | 映像410W/ 音声105W | 水平偏波 | 北海道       | -                 | 1972年 12月1日  |

- 所在地: デジタルテレビ放送に同じ

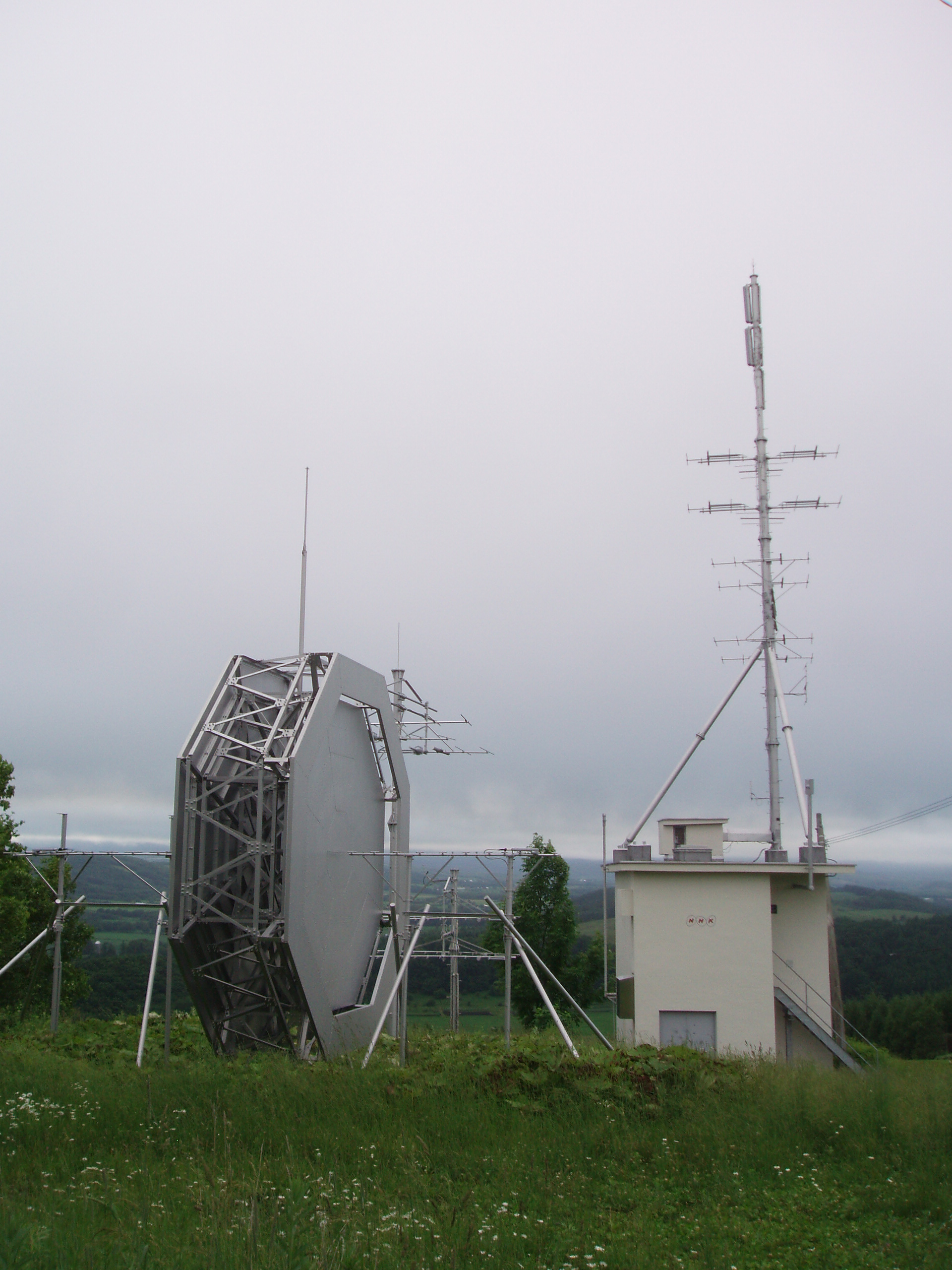
陸別中継局
（NHK）

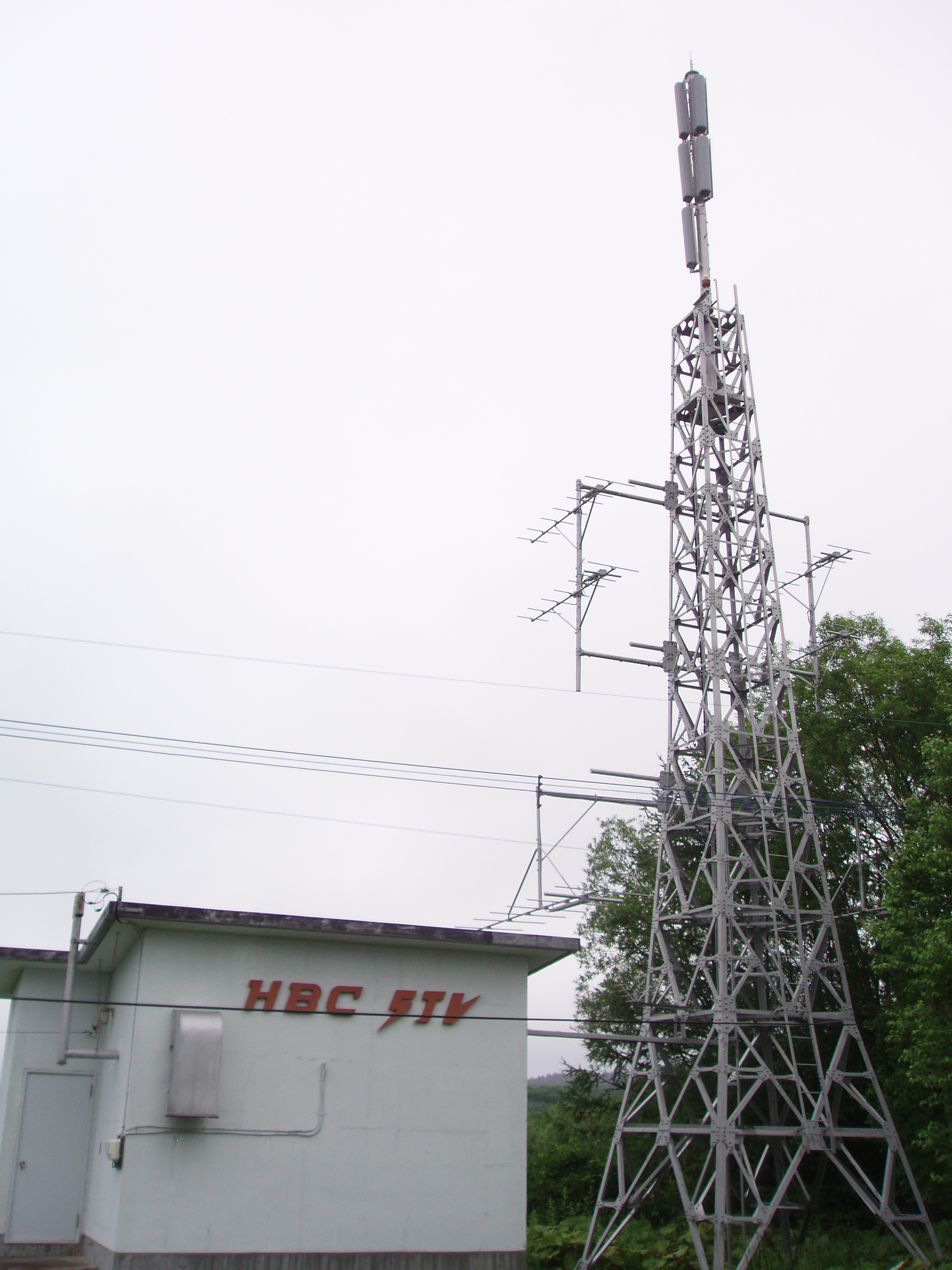
陸別中継局
（HBC・STV）

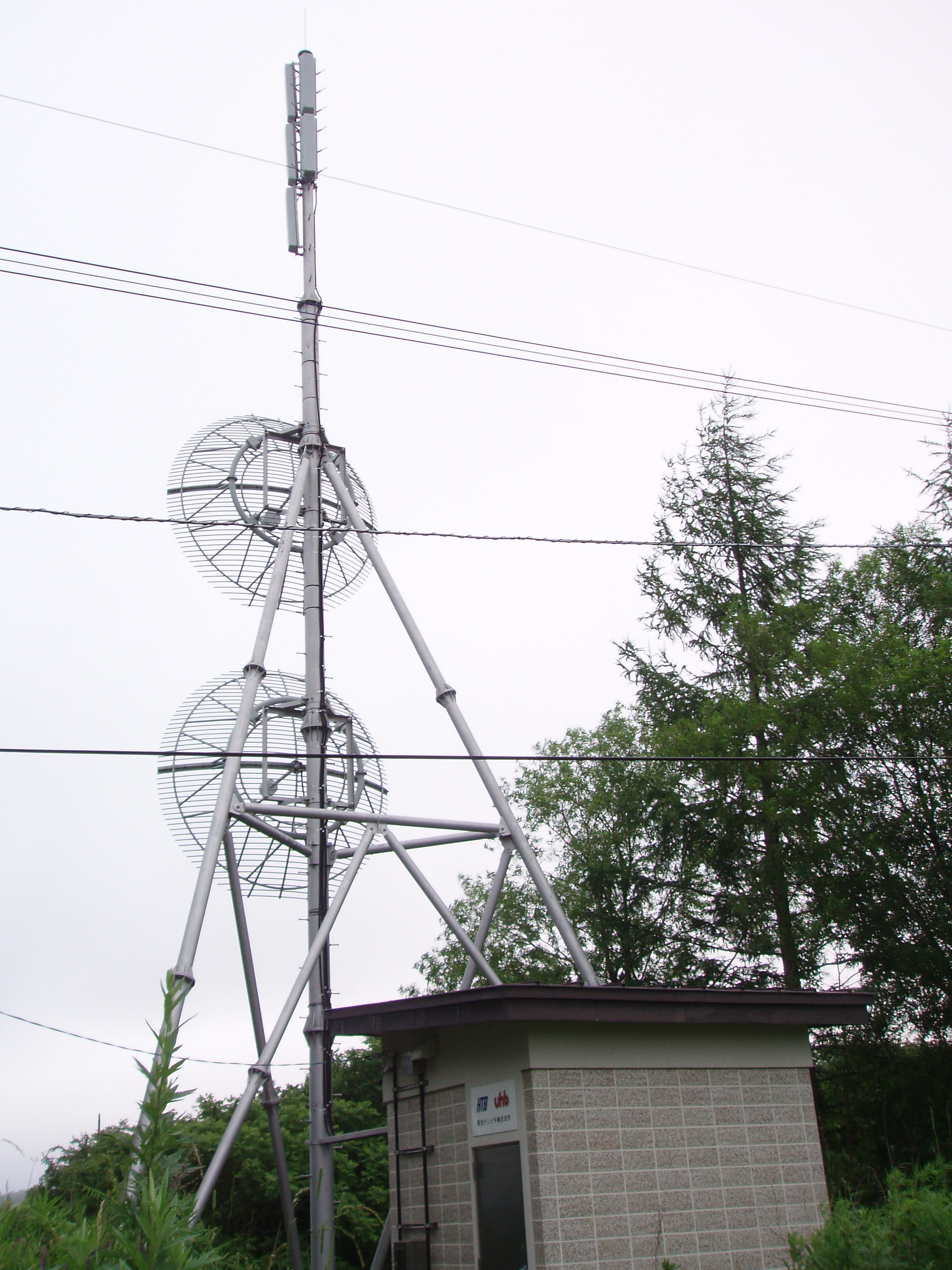
陸別中継局
（HTB・UHB）

- 2011年7月24日をもってすべて廃止された。なお、TVhにはチャンネルが割り当てられていなかった。

### FMラジオ放送
| 周波数  | 放送局名   | 空中線 電力 | ERP   | 偏波面   | 放送対象地域 | 放送区域 内世帯数 | 運用開始日     |
| ------- | ---------- | ----------- | ----- | -------- | ------------ | ----------------- | -------------- |
| 84.4MHz | NHK 帯広FM | 10W         | 18.5W | 水平偏波 | 十勝圏       | -                 | 1969年 11月1日 |

## 備考

### 送信所について
- NHK帯広放送局はアナログ・デジタル共通で単独の施設である。
- 民放は局舎が2つあり、1つはHBC・STVのアナログ放送で共同使用。もう1つはHTB・UHBのアナログ放送とHBC・STVも加わった民放各局のデジタル放送で共同使用されている。そのため、HBC・STVのアナログ中継局のみ2011年7月24日で廃局。

### 放送局の管轄
- NHKは帯広放送局の管轄（受信元は帯広送信所）。
- HBCのアナログ放送は当初北見放送局の管轄であったが、その後、帯広放送局の管轄となった。
- STV・HTB・UHBのアナログ放送は北見放送局（受信元は網走送信所）の管轄の下にあった。
  - 民放各局のデジタル放送は全局が帯広送信所の電波を受けて中継している。